# Biologisk indikator
En biologisk indikator eller indikatorart är en art, ofta en mikroorganism eller växt, som visar på olika omständigheter i en viss miljö. Arten kan användas som indikator då den är särskilt tolerant eller känslig för vissa förhållanden och ger därmed en fingervisning om de förhållandena. Då man insett hur många faktorer som påverkar en art anses indikatorarter inte längre vara pålitliga verktyg för forskning, undantag förekommer när det gäller miljöer som av någon anledning är svåra att skaffa data om på annat sätt.
Exempel på biologiska indikatorer är mossor, som tyder på sur miljö, och tubifexmaskar, som tyder på syrefattigt och stillastående vatten som oftast är odrickbart.

## Fotnoter
1. 1 2   Encyclopædia Britannica
2. ↑   Nationalencyklopedin